# Мистецький фестиваль «Ї»
Мистецький фестиваль «Ї» – триденний мистецький захід, який проводиться у м. Тернопіль щовесни і має на меті популяризувати та розвивати сучасні мистецтво та культуру в Україні. Започаткований у 2013 році. Організатор – ГО Мистецький фестиваль «Ї». 
На фестивалі передбачені презентації книг, лекторії, незвичні літературні тандеми, поетичні читання, виступи вітчизняних та іноземних музичних гуртів, оригінальні виставки, мистецькі дискусії, книжкові ярмарки та безліч перформансів.
Свій внесок в розвиток даного заходу уже зробили безліч українських письменників та музикантів, митці з понад 12 країн світу та відвідувачі з різних українських міст. Саме тому «Мистецький фестиваль «Ї» зайняв чільне місце серед культурних подій національного масштабу.

## Історія
Фестиваль «Ї» виник як літературно-музичний захід. Ідея належала Василю Томчишину та Ігорю Білику, студентам із ТНЕУ.
У 2012 році з’явилася ідея організувати мистецьку подію у Тернополі, яку тоді назвали «Фестиваль сучасної української літератури та музики». У лютому 2013 року, він об’єднав 23 літераторів, митців та музикантів з різних регіонів, які провели літературні читання, презентували книги та поетичні збірки в поєднанні з музикою місцевих гуртів.  Фестиваль відвідало близько 100-200 відвідувачів. Хедлайнерами були Олександр Ірванець, Дмитро Лазуткін, та гурт ДіОр.
Уже в 2014 році у назві фестивалю з’являється літера «Ї». Програму заходу вперше доповнили виставки художніх картин, фотографій та короткометражне кіно. 
2015 – рік виходу фестивалю «Ї» на міжнародний рівень. У Тернополі вкотре зібралися не лише українські письменники та митці, але й іноземні учасники з Польщі та Білорусі. 
"Основні іноземні учасники — це поляки та білоруси, також приїздять литовці, латвійці, норвежці, учасники зі США. Ми знаємо, що на українських авторів прийде більше народу, але хочемо знайомити публіку й з сучасними авторами та митцями сусідніх країн, щоб бути в контексті літературного процесу."
Юрій Матевощук, співорганізатор Мистецького фестивалю "Ї"
2016 рік –  відбулося більше 50 подій: в Тернопільському драмтеатрі, книгарні «Є», Українському Домі «Перемога», мистецьких закладах галерея «Бункермуз» та «Коза» за сприяння МО "Коза" , євростудії Тернопільського національного економічного університету, кав’ярні-ресторації «Scorini».
Літературну сцену представляли Сергій Жадан, Юрко Іздрик, Дмитро Лазуткін, Олександр Ірванець, Іван Малкович та багато інших. Серед гостей фестивалю білоруські польські та російські літератори.
На музичній сцені виступали Єгор Грушин, Христина Халімонова, Женя Галич, «Шафа Шамана», «Epolets», «Drunk & Drowned», «ПНД — пісні наших днів», «Vivienne Mort», «Жадан та собаки», «Drum Тиатр», «Kozak System», «Los Colorados».

Бюджет фестивалю зростає втричі.
Цьогоріч тематикою фестивалю є «Інтеграція української культури на захід». — Учасники «Ї» поміняються ролями — поети співатимуть, музиканти та виконавці читатимуть свої твори. Вартість книжок, які презентуватимуть автори, буде нижчою, ніж у книгарнях. Книголюби зможуть придбати літературні новинки, яких ще немає у продажу.  [Архівовано 13 лютого 2022 у Wayback Machine.]
Голова ГО «Мистецький фестиваль «Ї» Василь Томчишин
"Ще під час першого фестивалю у 2013 році було помітно, що молоді Тернополя не вистачає культурно-мистецьких подій. Вона із захопленням сприймає можливість зустрітися наживо з улюбленими авторами та музичними гуртами. Для міста Мистецький фестиваль «Ї» став місцем, де можна ознайомитися з новинками літератури і музики, поспілкуватися з однодумцями, обмінятися ідеями та просто відпочити. Тепер, після трьох успішних фестивалів, можу з впевненістю сказати, що теперішня молодь читає, читає багато і з задоволенням".
Виконавчий директор ГО «Мистецький фестиваль «Ї» Ігор Білик.
Свій перший ювілей фестиваль «Ї» відсвяткував у 2017 році. Того року він здивував відвідувачів новими театральними сценами та мистецькими прем’єрами.
2018 рік – розширюється географія фестивалю. До місць проведення подій мистецького заходу були залучені ще Вишнівець та Бережани. Також до країн учасниць долучається Норвегія з її талановитими представниками: дослідником культури та походження різних народів світу Туром Геєрдалом та поетом Ерлінґом Кіттельсеном. Участь у 6-му Мистецькому фестивалі «Ї» взяли митці з України, Білорусі, Польщі, Литви, Швеції, Грузії та інших країн.
2019 рік – фестиваль розширюють у часі. Він триває 4 дні – від 2 до 5 травня. Окрім літературних та музичних сцен традиційно працював лекторій. Також презентували фотовиставку про художника з Тернопілля Івана Марчука. Захід відвідали 1,5 тисячі гостей.

## Рекорд фестивалю
4 травня 2018 року на 6-му «Мистецькому фестивалі «Ї» у Тернопільському драматичному театрі було презентовано дві літери «ї» розміром 6, 37 метри, що побили світовий рекорд найвищої літери «ї». Аналогів такої літери немає.